# Syngamia albiceps
Syngamia albiceps là một loài bướm đêm trong họ Crambidae.